# Waldo Mora
Waldo Manuel Mora Longa (Tocopilla, 12 de diciembre de 1942) es un periodista, empresario y político chileno. Militante del Partido Demócrata Cristiano de Chile (DC) hasta su renuncia en 2009, fue diputado representando a las provincias de El Loa y Tocopilla entre 1998 y 2006. Se desempeñó como Intendente de Antofagasta entre 2013 y 2014.

## Primeros años
Realizó sus estudios primarios en la Escuela N.° 7 de Tocopilla, mientras que los secundarios en el liceo mixto de la misma ciudad. Posteriormente ingresó a la Universidad de Chile, donde se tituló como Periodista.
En el ámbito laboral, fue funcionario de la Contraloría General de la República de Chile entre 1965 y 1968, año asumió como subdirector de la Dirección de Industria y Comercio (Dirinco) ejerciendo hasta 1970.
Ese mismo año se convirtió en director de Radio Balmaceda, donde permaneció hasta 1974. Posteriormente trabajó como periodista, comentarista y relator deportivo entre 1974 y 1998, destacándose la creación en 1990 del programa deportivo de Radio Santiago La Sintonía Azul, que sigue las campañas del Club Universidad de Chile.
Ha sido empresario radial, siendo el actual dueño y representante legal de Radio Santiago, también entre 1992 y 1997 manejó un cadena radial llamada Continente FM.
Fue presidente del Colegio de Periodistas Metropolitanos y consejero nacional del gremio entre los años 1979 y 1988.
Entre 2011 y 2013 fue presidente del directorio del Puerto de Antofagasta.

## Trayectoria política
La comenzó en 1969, cuando asumió como dirigente de la Juventud Demócrata Cristiana (JDC). Fue vicepresidente y presidente provincial de Santiago Centro entre 1983 y 1992. Además fue consejero nacional de la DC entre 1991 y 1999.
En las elecciones parlamentarias de 1993, fue candidato a diputado por el distrito N°22 correspondiente a Santiago Centro pero no fue elegido al obtener un 19,68% de los votos.
Fue elegido en 1997, como diputado por el distrito N°3 representando a las comunas de Calama, María Elena, Ollagüe, San Pedro de Atacama y Tocopilla para el L Periodo Legislativo (1998-2002), donde integró las comisiones de Minería y Energía, de Defensa Nacional y Especial de Seguridad Ciudadana, además durante ese período ejerció como Segundo Vicepresidente de la Cámara de Diputados entre el 23 de marzo de 2000 y el 3 de abril de 2001.
En diciembre de 2001 es reelecto como diputado nuevamente por el distrito N°3, para el periodo 2002-2006, donde participó en la comisión especial de Desarrollo del Turismo y continúa como integrante, a julio de 2004, de las siguientes comisiones: de Relaciones Exteriores, Asuntos Interparlamentarios e Integración Latinoamericana; de Minería y Energía; de Defensa Nacional y las comisiones Especiales de Drogas y Sobre la Situación Tributaria de la Minería Privada.
En las elecciones de 2005 buscó otro período como parlamentario, pero pese a obtener la segunda mayoría perdió debido al sistema binominal.
En agosto de 2009 renunció a su militancia de 40 años en la DC, debido al pacto que esa colectividad realizó con el PC con miras a las elecciones parlamentarias de ese año.
Postuló en las elecciones municipales de 2012 como candidato a alcalde de Santiago dentro del pacto Regionalistas e Independientes, sin embargo solo obtuvo apenas 1,80% de las votaciones.
En agosto de 2013, fue designado por el presidente Sebastián Piñera como nuevo Intendente de Antofagasta, asumiendo en el cargo, el 13 del mismo mes.

## Historial electoral

### Elecciones parlamentarias de 1993
- Elecciones parlamentarias de 1993, para el Distrito 22, Santiago [6]

### Elecciones parlamentarias de 1997
- Elecciones parlamentarias de 1997, para Distrito 3, Calama, María Elena, Ollagüe, San Pedro de Atacama y Tocopilla[7]

### Elecciones parlamentarias de 2001
- Elecciones parlamentarias de 2001, para Distrito 3, Calama, María Elena, Ollagüe, San Pedro de Atacama y Tocopilla[8]

### Elecciones parlamentarias de 2005
- Elecciones parlamentarias de 2005, para Distrito 3, Calama, María Elena, Ollagüe, San Pedro de Atacama y Tocopilla[9]

### Elecciones municipales de 2012
- Elecciones municipales de 2012, para la alcaldía de Santiago[10]